# Kasteel Neuenburg
Het Kasteel Neuenburg (Duits: Schloss Neuenburg) ligt in de plaats Neuenburg in de gemeente Zetel in de Landkreis Friesland in de deelstaat Nedersaksen in Duitsland.
In 1462 liet graaf Gerard van Oldenburg, die voortdurend in onmin of oorlog met de Oostfriezen leefde,  als militair-strategisch tegenwicht tegen het Oost-Friese slot Friedeburg het Neuenburger Schloss (Nige Borg) bouwen. Bij de eerstesteenlegging zou hij hebben geroepen: „Dat de Fresen de Bammel slae!“ („Dat de Friezen hier de doodschrik van krijgen!“). In de late Middeleeuwen was het kasteel aanvankelijk een grensvesting van de Graven van Oldenburg tegen de Friezen onder leiding van Ulrich Cirksena. Tussen 1578 en 1583 werd het kasteel door Graaf Johan de Jongere verbouwd tot een renaissance-kasteel met vier vleugels.
Later werd door Graaf  Anton Günther von Oldenburg und Delmenhorst (* 10 november 1583 in Oldenburg; † 19 juni 1667 in Rastede) het kasteel gebruikt voor feesten en recepties.
Deze, vanwege zijn omzichtige politiek en vanwege zijn inspanningen voor de dijkbouw en inpolderingen geliefde, graaf liet na zijn dood het kasteel na aan zijn weduwe, prinses Sophie Catharina von Holstein-Sonderburg.
Met de dood van Sophia Catharina, de echtgenote van Anton Günther in 1696, was het voorbij met de pracht en praal. Het gebouw werd verwaarloosd, en vervangen door de huidige gebouwen. In het kasteel was in de 18e eeuw een belangrijke stoeterij gevestigd.
In 1862 werd in het kasteel een landbouwschool gehuisvest, vervolgens een lerarenopleiding, een huishoudschool, tijdens de Tweede Wereldoorlog een lazaret,  en een landelijke vrouwenschool. In 1967 werd het gebouw gerenoveerd door de gemeente. Momenteel zit in de burcht een  evangelisch-lutherse kapel, een klein museum over vogels en een kleuterschool. Ook kan men in het kasteel in het huwelijk treden. De gemeente Zetel gebruikt het kasteel tevens voor representatieve raadszittingen.